# 萨尔瓦托雷·安蒂博
萨尔瓦托雷·安蒂博（義大利語：Salvatore Antibo，1962年2月7日—），意大利男子田径运动员，主攻长跑。他曾代表意大利参加1984年、1988年和1992年夏季奥林匹克运动会田径比赛，获得一枚银牌。